# Mandelpil
Mandelpil (Salix triandra) är en växtart i familjen videväxter. 
Mandelpilens buskar kan bli upp till 4 meter höga och har en mjuk, flagnande kanelbrun bark, mörkgröna blad med kvarsittande stipler och tjockare hängen med tre ståndare på varje blomma. Arten förekommer i södra och mellersta Sverige.